# Sarah Pugh
Sarah Pugh, född 1800, död 1884, var en amerikansk aktivist. 
Hon var ordförande för Philadelphia Female Anti-Slavery Society 1835–1870. 